# Маруценко Віктор Григорович
Маруценко Віктор Григорович (*02.02.1946, с. Паліївка, Маловисківський р-н, Кіровоградська обл.) — заслужений діяч культури України, головний зберігач фондів Музею історії Долинського району Кіровоградської області, краєзнавець — лауреат обласної премії ім. Ястребова, премії редакції збірника «Інгульський степ» за значний внесок в розвиток історичного краєзнавства (2021).

## Життєпис
В 1969 році закінчив історичний факультет Одеського державного університету ім. Мечнікова. З 1969 р. прожає в Долинській. Працював вчителем історії Долинської СШ № 1, організатором позакласної роботи, заступником директора з виховної роботи. З 1990 по 2005 рр. працював на різних керівних посадах районної ради та райдержадміністрації.
З 2006 — зберігач фондів Музею Історії Долинського району, який відновив майже з нуля. Понад 20 років працює над поповненням музею творами видатних художників-земляків — Проценка С., Савенка І., Німенка А. та багатьох інших. Професійно займається краєзнавством, яким зацікавився ще в 1980-х рр. Його біографічний довідник «Степовики» повернув району пам'ять про багатьох земляків, відомих в Україні та світі. В 2004 році ним було видано збірку документів та спогадів людей про Голодомор, а також 3 інші краєзнавчі збірки з загальною назвою «Боковенька». Є ініціатором встановлення в м. Долинській пам'ятних знаків, а також меморіальних дошок видатних людей, доля яких пов'язана з Долинським районом — Миколі Давидову, Платону Вороньку, Архипу Тесленко, Ольгорду Бочковському, Наталії Ландгауер, братам Клепачам тощо. За його сприяння вийшли поштові конверти та листівки до визначних дат Долинщини.
Віктор Маруценко — постійний автор краєзнавчих статей в обласних, районних газетах та історико-краєзнавчому збірнику «Інгульський степ». Він нагороджений медаллю «За трудову доблесть» (1981), орденом «За заслуги» ІІІ ступеня (2008), а в тому ж 2008 році присвоєне звання «Заслужений працівник культури України».